# Zapora przeciwpiechotna
Zapora przeciwpiechotna – zapora inżynieryjna przeznaczona do powstrzymywania i rażenia piechoty przeciwnika. Obejmuje ona: 
- pole minowe,
- grupy min lub pojedyncze miny,
- fugasy,
- zapory drutowe,
- zapory elektryzowane.